# Ottavio Scarampi del Cairo
Ottavio Emanuele Maria Scarampi del Cairo (Cairo Montenotte, 31 maggio 1672 – 20 febbraio 1728) è stato un militare italiano, cavaliere dell'ordine di Malta e ammiraglio della marina del Regno di Sicilia e poi di quella di Sardegna.

## Biografia
Ottavio Scarampi nacque il 31 maggio 1672, ultimo di cinque fratelli, figlio del conte Carlo Alessandro Scarampi del Cairo e dalla contessa Anna Caterina Capris di Ciriè.
La sua famiglia possedeva vari feudi tra la val Bormida e l'Astesana, ed era una delle diramazioni della famiglia astigiana degli Scarampi, i del Cairo si erano originatisi nel 1337 quando il marchese di Saluzzo lasciò in eredità i suoi feudi valbormidesi ai fratelli.
A 11 anni, come tradizione di famiglia, venne assegnato alla carriera militare entrando nell'ordine di Malta, avendo 11 anni non sarebbe potuto entrare nell'ordine, ma i genitori riuscirono a farlo prendere tra i paggi ordinari del gran maestro, in cui non c'era requisito di età per entrarvi. Venne ammesso tra i paggi del gran maestro allora in carica Gregorio Carafa, nel 1687 all'età di 15 anni si imbarcò per Genova per Malta dove entrò a far parte dell'ordine. Alla fine dello stesso anno gli fu rilasciata una licenza di 6 anni, e tornò a Cairo, i genitori lo mandarono a Torino dai frati gesuiti, ma Ottavio con il loro consenso decise di entrare al servizio dell'esercito sabaudo. Si arruolò nel reggimento Monferrato, comandato dal fratello Vittorio, e combatté con distinzione contro i valdesi. Si trasferì poi nel reggimento Croce Bianca per interessamento personale del comandante Arduino Tana. In questo reggimento partecipò alla guerra della grande alleanza, finché non gli scadde la licenza e fu costretto a chiedere di congedarsi al duca di Savoia Vittorio Emanuele per ritornare a Malta.
Nel 1698 ottenne una licenza per tornare a casa. 3 anni dopo tornò a Malta e nel 1702 il gran maestro gli assegnò il comando della fregata San Giuseppe. Nel maggio 1706 si distinse in un'azione; il San Giuseppe e il vascello San Giacomo catturarono la nave barbaresca "Rosa di Tunisi". Come ricompensa il Gran maestro Perellos gli conferì il comando del San Giacomo.
Nel 1713 a Palermo incontrò nuovamente Vittorio Emanuele, da poco eletto re di Sicilia, questo gli propose l'offerta di comandare la marina del suo nuovo stato, e Ottavio accettò. Trovandosi in Sicilia alla scoppio della guerra della quadruplice alleanza, assistette all'invasione spagnola dell'isola.
Finita la guerra Vittorio Amedeo fu costretto a scambiare la Sicilia per la Sardegna e rimasero alla marina sabauda solo alcune galere, con queste poche unità Ottavio periodicamente intraprendeva crociere dalla Sardegna a Villafranca. Morì il 20 febbraio del 1728.